# Stardust Crusaders
Stardust Crusaders (スターダストクルセイダース Sutādasuto Kuruseidāsu?) es la tercera parte de la serie de manga JoJo's Bizarre Adventure, escrita e ilustrada por Hirohiko Araki. Fue serializada en la revista Weekly Shōnen Jump entre 1989 y 1992, finalizando con un total de 152 capítulos, que luego fueron recopilados en dieciséis volúmenes tankōbon. En su publicación original, se la conocía como JoJo's Bizarre Adventure Part 3 Jotaro Kujo: Heritage for the Future. Es la continuación directa de Battle Tendency y es seguida por Diamond Is Unbreakable.

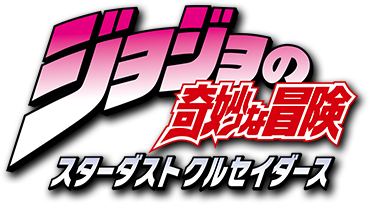
Logo de la Parte 3: Stardust Crusaders.

En 2012, la serie fue coloreada digitalmente y lanzada como descargas digitales para teléfonos inteligentes y tabletas. Un relanzamiento de tapa dura de diez volúmenes bajo el título de JoJonium fue publicado entre el 4 de junio de 2014 y el 4 de marzo de 2015. Viz Media lanzó inicialmente el formato de dieciséis volúmenes del arco en América del Norte entre 2005 y 2010. Comenzaron a lanzar la tapa dura formato en noviembre de 2016.Un relanzamiento de tapa dura de diez volúmenes bajo el título JoJonium se publicó entre el 4 de junio de 2014 y el 4 de marzo de 2015. Viz Media lanzó inicialmente el formato de dieciséis volúmenes del arco en América del Norte entre 2005 y 2010. Comenzaron a lanzar la tapa dura formato en noviembre de 2016.

## Argumento
La historia sigue a Jotaro Kujo, el nieto de diecisiete años de Joseph Joestar. Jotaro es un estudiante japonés problemático muy dado a meterse en peleas en el instituto y a estar en contra de sus superiores. La policía le encarcela después de propinar una paliza a tres hombres armados y a un boxeador de asalto, tras lo cual su madre Holy es llamada a la prisión para pagar su fianza. Holy le insta a Jotaro salir de su celda, pero este se niega afirmando estar poseído por un espíritu maligno. Para demostrarlo, le quita la pistola a un policía y se dispara en la cabeza. La bala es detenida por un brazo fantasmal que sale de su mano y que solamente él y su madre pueden ver, así como cualquier usuario de Stand (un ser espiritual creado por el usuario, similar al concepto de Tulpa); fuera de allí las personas no poseedoras no lo pueden ver, así como los prisioneros y policías que estaban presentes. Joseph pronto llega con su amigo Muhammad Avdol para convencer a Jotaro de que salga de la celda. Una batalla sobreviene entre Avdol y Jotaro en la cual Avdol manifiesta su propio espíritu, usándolo para hacer salir a Jotaro. Joseph revela que ese supuesto "espítitu maligno" de Jotaro es realmente un Stand, una manifestación de la energía psíquica. El Stand de Jotaro, nombrado Star Platinum, posee una precisión y fuerza increíbles; el de Avdol, conocido como Magician's Red, puede controlar el fuego; y el Stand de Joseph, Hermit Purple, se manifiesta como unas enredaderas con espinas que le permiten manipular cámaras fotográficas y otros medios, capturando imágenes desde una gran distancia.
Joseph revela que su Stand y el de Jotaro se han manifestado recientemente, debido al regreso del antiguo enemigo de la familia Dio Brando, ahora renombrado solo como DIO. Cuando él se hundió en el fondo del mar, Dio unió su cabeza separada al cuerpo de Jonathan Joestar, usando la energía de su nuevo cuerpo para seguir vivo. Sin embargo, la sangre de Joestar de DIO lo ligó al resto de la familia, y así cuando DIO comenzó a desarrollar un Stand, Joseph y Jotaro también. DIO pretende destruir a la familia Joestar y envía a un estudiante, Noriaki Kakyoin, para eliminar a Jotaro. El Stand de Kakyoin, Hierophant Green, posee a la enfermera y ataca Jotaro con su Emerald Splash, pero Jotaro lo derrota al final.
Pronto se descubre que Holy ha desarrollado un Stand. Su Stand aparece como hiedra que crece de su cuerpo, pero como ella carece del espíritu de lucha que le permitiría controlarlo, la tensión de su actividad comienza a matarla lentamente. Joseph y Avdol determinan que a menos que maten a DIO en el plazo de cincuenta días y rompan así la influencia de su Stand, Holy morirá.
La vista precisa de Star Platinum unida a una fotografía de DIO obtenida gracias a Hermit Purple les ayuda a confirmar que DIO está en alguna parte de Egipto. Kakyoin, liberado por Jotaro del control mental de DIO, se une al grupo. En un avión son atacados por un Stand con apariencia de insecto llamado Tower of Gray, forzando a Kakyoin a probar su valor. Jean Pierre Polnareff, usuario de Silver Chariot, un Stand espadachín, desafía a Avdol en Hong Kong, siendo derrotado. Como Polnareff muestra un gran sentido del honor Avdol le perdona la vida, le liberan del control de DIO y le permiten unirse al grupo para vengar la muerte de su hermana. Los héroes toman un barco a Singapur pero son forzados a luchar con el Stand acuático Dark Blue Moon, controlado por un asesino que mató y personificó al capitán Tennille, y la embarcación acaba hundiéndose. Acompañados por Anne, una muchacha que había subido como polizón al barco, el grupo sube a un carguero abandonado pero descubre que la nave entera es un Stand llamado Strength controlado por un orangután llamado Forever, al que consiguen vencer. Devo el Maldito utiliza su Stand, Ebony Devil, para atacar a Polnareff en Singapur, mientras que Rubber Soul con su Yellow Temperance personifica a Kakyoin antes de intentar consumir Jotaro. En Calcuta encuentran al equipo de Hol Horse, el usuario de un Stand con forma de pistola llamado Emperor, y J. Geil, el hombre con dos manos derechas y usuario del Stand Hanged Man, un Stand que ataca a través de los reflejos. Polnareff venga a su hermana matando a su asesino, J. Geil, pero Avdol es aparentemente asesinado por un disparo de Hol Horse, que huye de la escena.
Joseph es infectado con una erupción que resulta ser Empress, un Stand controlado por Nena, pero él se deshace de su enemigo canceroso gracias a su ingenio. En el camino a Pakistán se enfrentan a Wheel of fortune, un Stand coche controlado por ZZ. Enya Geil, madre de J, pretende utilizar su Stand Justice en un intento de vengar a su hijo, enviando a un ejército de muertos reanimados tras Polnareff y Jotaro. En Karachi, Steely Dan utiliza Lovers para tomar de rehén a Joseph , introduciendo su Stand dentro de su cuerpo y forzando a Jotaro a ser su criado personal. Los Stands de Kakyoin y Polnareff también se introducen en Joseph para vencer al Stand seguido de Jotaro acabando a Steely Dan en una ráfaga de golpes de 5 páginas de duración. Arabia Fats, usuario de Sun intenta asfixiar al grupo en el desierto Árabe pero es descubierto. El grupo pronto queda atrapado por Mannish Boy, un bebé que utiliza el Stand Death Thirteen para atacar en sueños. Gracias a Kakyoin logran sobrevivir, aunque nadie más que él sabe el peligro que habían pasado en realidad. En una isla en el mar rojo Polnareff es acechado por Judgement, un Stand que se comporta con el genio de la lámpara, pero Avdol vuelve y salva el día, descubriéndose que había permanecido oculto para recuperarse de su herida. Avdol se apropia de un submarino, pero en el vehículo se infiltra High Priestess, un Stand controlado por Midler que puede tomar la forma cualquier cosa metálica; sin embargo, Star Platinum prueba un contraataque simple pero eficaz.
Al llegar a Abu Simbel se une a los héroes un perro de la raza Boston Terrier llamado Iggy, usuario de The Fool un Stand simple pero indestructible que controla y está compuesto de arena. Ellos son inmediatamente atacados por el usuario ciego N'Doul quien utiliza al Stand Geb, un Stand de agua que puede atacar a largas distancias y el primero de los nueve Stands de dioses egipcios; él logra dañar los ojos de Kakyoin antes de ser vencido por Jotaro con ayuda de Iggy (aunque el perro no tenía ninguna intención de ayudar). Oingo y Boingo, los usuarios de los Stands Khnum (que puede alterar las facciones del usuario) y Tohth (el manga que predice el futuro) intentan vencer a los héroes, pero Oingo es derrotado sin que los protagonistas se percaten siquiera. Anubis, una espada Stand, posee a un granjero llamado Chaka y más tarde a un peluquero de nombre Khan, y finalmente a Polnareff, quien casi asesina a Jotaro pero acaba siendo librado del influjo de la espada. Mariah, la usuaria de Bastet, magnetiza a Joseph y a Avdol y los conduce a una persecución salvaje, pero acaban volviendo los poderes de ella en su contra. Polnareff y Silver Chariot son reducidos a niños por Sethan, el Stand de Alessi, pero aun así Jotaro consigue la victoria y recuperan su edad normal. Más adelante, el grupo encuentra a Daniel J. D'Arby "el apostador", que ofrece información si juegan con él a diversos juegos apostando su alma en ellos. Polnareff y Joseph pierden y el Stand de D'Arby, Osiris, transforma sus almas en fichas de juego. Jotaro logra derrotarlo en una partida de póker, recuperando así las almas de sus compañeros. En El Cairo el grupo encuentra a Hol Horse otra vez, que se ha unido a Boingo, dando por resultado un arco memorable que gira en torno a una profecía que indicaba que Jotaro moriría con su cara siendo cortada en dos, pero acaba volviéndose de la manera más desastrosa para el dúo. Más adelante, Iggy encuentra el escondite de DIO y pelea contra su halcón guardián, Pet Shop, que usa al Stand Horus para crear hielo. Aunque en un principio Iggy prefiere huir, finalmente demuestra su valor y derrota al pájaro a costa de perder una de sus patas. Kakyoin vuelve luego, con su vista recuperada casi por completo.
Gracias a las indicaciones de Iggy, el grupo llega a la mansión de DIO. El umbral es custodiado por Terence T. D'Arby "el jugador", y hermano menor de Daniel J. D'Arby. Su Stand, Atum, roba el alma de Kakyoin después de una ronda de videojuegos, pero a pesar de los juegos mentales de D'Arby Jotaro logra ganar. Mientras tanto, Polnareff, Iggy y Avdol disponen fácilmente de Kenny G., cuyo Stand Tenore Sax crea un laberinto ilusorio. Avdol entonces es asesinado por una fuerza invisible que resulta ser el más fiel seguidor de DIO, Vanilla Ice, cuyo Stand, Cream, traga al usuario en su interior y se convierte en una esfera que envía inmediatamente a otra dimensión cualquier cosa que toca. Ice, que se había suicidado ante una orden de DIO para demostrar su fidelidad y siendo luego resucitado por la sangre de su señor, casi elimina a Polnareff, pero una maniobra valerosa de Iggy permite que Polnareff gane en última instancia. Desafortunadamente, esto da lugar a la muerte de Iggy. Mientras tanto, Jotaro, Joseph, y Kakyoin, se encuentran con Nukesaku "el idiota", un vampiro esbirro de DIO, pero lo derrotan fácilmente.
A pesar de estar herido y solo, Polnareff se enfrenta a DIO, pero es confundido por los poderes del misterioso Stand del vampiro. Cuando se juntan los cuatro héroes supervivientes suben a la torre de DIO con Nukesaku guiándolos, pero cuando Nukesaku abre el ataúd termina inexplicablemente mutilado dentro de él. DIO persigue a Joseph y Kakyoin a través de El Cairo hasta que Kakyoin, a costa de su vida, descubre que el Stand de DIO, The World, puede parar el tiempo. Con un último esfuerzo consigue comunicar este dato vital a Joseph, pero este también acaba muerto a manos de DIO ante los ojos de Jotaro. Con la mayoría de sus amigos muertos o heridos, Jotaro se enfrenta DIO. Aunque The World tiene una ventaja enorme con la capacidad de parar el tiempo, Jotaro casi derrota a DIO, pero el vampiro se restaura drenando la sangre de Joseph, llegando a ser incluso más fuerte gracias al vínculo entre la sangre de los Joestar y su cuerpo arrebatado a Jonathan. Finalmente DIO procura acabar con Jotaro aplastándolo con una aplanadora, forzando a Jotaro a descubrir que Star Platinum y The World son el mismo tipo de Stand, lo cual permite a Star Platinum evolucionar, obteniendo la habilidad de detener el tiempo, lo cual le usa para matar a DIO.
Después de derrotar a DIO, Jotaro supervisa una transfusión de sangre de los restos de DIO a Joseph, logrando así resucitarlo, y se deshacen del cadáver de su enemigo dejando que se desintegre a la luz del sol en el desierto. Finalmente, se despiden de Polnareff en el aeropuerto y toman rumbos distintos.

## Personajes

### Stardust Crusaders
Jotaro Kujo (空条 承太郎 Kūjō Jōtarō)
Stand: Star Platinum (スタープラチナ Sutā Purachina)
Nieto de Joseph, es el protagonista de Stardust Crusaders. Es un rebelde estudiante japonés de 17 años muy alto y musculoso. Serio, silencioso, duro e inteligente, viaja a Egipto en busca de derrotar a DIO para salvar la vida de su madre. También aparece más adelante como personaje importante en Diamond is Unbreakable y Stone Ocean, y como secundario en Ōgon no Kaze. Es dueño del Stand más poderoso físicamente hablando: Star Platinum, el cual posee reflejos, fuerza y velocidad sobrehumanas, entre otras habilidades ocultas.
Joseph Joestar (ジョセフ・ジョースター Josefu Jōsutā)
Stand: Hermit Purple (ハーミットパープル Hāmitto Pāpuru)
Abuelo de Jotaro y padre de Holly. Es el mismo Joseph que protagonizó Battle Tendency, quien ahora es un anciano mucho más sereno y reflexivo que su contraparte juvenil que tenía más gracia, pero que aún conserva su figura atlética gracias a su entrenamiento con Hamon. Encabeza a los Stardust Crusaders en su viaje a Egipto en busca de DIO para salvar a su hija Holly. Su Stand, Hermit Purple, se manifiesta como una zarza morada que le permite hacer psicografías, además de servirle como látigo.
Jean Pierre Polnareff (ジャン＝ピエール・ポルナレフ Jan Piēru Porunarefu)
Stand: Silver Chariot (シルバーチャリオッツ Shirubā Chariottsu)
Polnareff es un hombre francés de unos 24 años caracterizado por ser mujeriego, alegre y honorable. Viaja por el mundo en busca de un misterioso hombre que asesinó a su hermana, pero es poseído por DIO para que ataque a los Stardust Crusaders. Tras ser liberado por los mismos en Hong Kong, decide unirse a ellos en agradecimiento. Su Stand se llama Silver Chariot, y posee un estoque que puede manejar a una velocidad tremenda y con gran habilidad.
Noriaki Kakyoin (花京院 典明 Kakyōin Noriaki)
Stand: Hierophant Green (ハイエロファントグリーン Haierofanto Gurīn)
Al igual que Jotaro, es un estudiante japonés, pero fue atacado y poseído por DIO cuando estaba de vacaciones en Egipto. Intentó matar a Jotaro en el instituto, pero este lo venció y lo llevó a su casa donde lo liberó de la posesión. En agradecimiento, cuando la madre de Jotaro cayó enferma por culpa de su Stand, decidió acompañar a Jotaro a buscar a DIO. Su Stand se llama Hierophant Green, el cual ataca con sus largos tentáculos o con una explosión de gemas que puede generar en sus manos.
Muhammad Avdol (モハメド・アヴドゥル Mohamedo Avuduru)
Stand: Magician's Red (マジシャンズレッド Majishanzu Reddo)
Adivino egipcio y amigo de Joseph. Es serio y responsable, además de muy leal en la misión de derrotar a DIO. Viaja con él a Japón para sacar a Jotaro de la cárcel y explicarle todo sobre los Stands y sobre el propio DIO, quien intentó poseerle en El Cairo como a Kakyoin y Polnareff, aunque Avdol logró escapar antes de que sucediese. Su Stand, Magician's Red, es un humanoide con cabeza de águila que puede general y controlar el fuego.
Iggy (イギー Igī)
Stand: The Fool (ザ・フール Za Fūru)
Un perro callejero de Nueva York encontrado por Avdol. Gracias a que nació con Stand, pudo escapar siempre de los perreros que le perseguían y se convirtió en el rey de los demás perros callejeros, hasta que fue capturado por la fundación Speedwagon. Se une a los Stardust Crusaders tras su llegada a Egipto, y, aunque se mostró rebelde e indiferente con ellos, terminó ayudándolos a vencer a Pet Shop y Vanilla Ice, dos poderosos esbirros de DIO. Su Stand, The Fool, tiene forma animal y puede manipular la materia que le rodea a voluntad.

### Usuarios de Stand enemigo

#### Cartas del Tarot
Forever (フォーエバー Fōebā)
Stand: Strength (ストレングス Sutorengusu)
Hol Horse (ホル・ホース Horu Hōsu)
Stand: Emperor (エンペラー Enperā)
J. Geil (J・ガイル Jei Gairu)
Stand: Hanged Man (ハングドマン Hangudoman)
Nena (ネーナ Nēna)
Stand: Empress (エンプレス Enpuresu)
Enya la Anciana (Enya Geil) (エンヤ婆 (エンヤ・ガイル) En'ya-baa (En'ya Gairu))
Stand: Justice (ジャスティス Jasutisu)
Steely Dan (スティーリー・ダン Sutīrī Dan)
Stand: Lovers (ラバーズ Rabāzu)

#### Dioses Egipcios
N'Doul (ンドゥール Ndūru)
Stand: Dios Geb (ゲブ神 Gebu-shin)
Oingo (オインゴ) y Boingo (ボインゴ)
Stand: Dios Khnum (クヌム神 Kunumu-shin) y Dios Tohth (トト神 Toto-shin)
Daniel J. D'Arby (ダニエル・J・ダービー Danieru Jei Dābī)
Stand: Dios Osiris (オシリス神 Oshirisu-shin)
Terence T. D'Arby (テレンス・T・ダービー Terensu Tī Dābī)
Stand: Dios Atum (アトゥム神 Atumu-shin)

#### Vampiros
Vanilla Ice (ヴァニラ・アイス Vanira Aisu)
Stand: Cream (クリーム Kurīmu)
DIO
Stand: The World (ザ・ワールド Za Wārudo)

## Reparto
| Personaje             | Seiyū            |
| --------------------- | ---------------- |
| Jotaro Kujo           | Daisuke Ono      |
| DIO                   | Takehito Koyasu  |
| Joseph Joestar        | Unshō Ishizuka   |
| Muhammad Avdol        | Kenta Miyake     |
| Noriaki Kakyoin       | Daisuke Hirakawa |
| Jean Pierre Polnareff | Fuminori Komatsu |
| Iggy                  | Misato Fukuen    |
| Vanilla Ice           | Shō Hayami       |
| Hol Horse             | Hidenobu Kiuchi  |
| Daniel J. D'Arby      | Banjō Ginga      |

## Medios de comunicación

### Volúmenes del Manga
| Núm. | Título                                                                                                   | Fecha de publicación     | ISBN                   |
| ---- | --- | ------------------------ | ---------------------- |
| 13   | "La Maldición de DIO" "DIO no Jubaku" (DIOの呪縛)                                                        | 5 de diciembre de 1989   | ISBN 978-4-08-851069-9 |
| 14   | "La Nave Vacía y el Simio" "Mujinsen to Saru" (無人船と猿)                                               | 9 de febrero de 1990     | ISBN 978-4-08-851070-5 |
| 15   | "La Pistola es más Fuerte que la Espada" "Jū wa Ken yori mo Tsuyoshi" (銃は剣よりも強し)                 | 10 de abril de 1990      | ISBN 978-4-08-851215-0 |
| 16   | "¡Aprendiz de Batalla!" "Tatakai no Nenki!" (戦いの年季!)                                                | 8 de junio de 1990       | ISBN 978-4-08-851216-7 |
| 17   | "El Aterrador Lovers" "Osoroshiki Rabāzu" (恐ろしき恋人（ラバーズ）)                                     | 8 de agosto de 1990      | ISBN 978-4-08-851217-4 |
| 18   | "DEATH 13 de los Sueños" "Yume no Desu Sātīn" (夢のDEATH（デス）13（サーティーン）)                      | 8 de octubre de 1990     | ISBN 978-4-08-851218-1 |
| 19   | "La Lámpara Mágica" "Mahō no Ranpu" (魔法のランプ)                                                       | 4 de diciembre de 1990   | ISBN 978-4-08-851219-8 |
| 20   | "La Naranja Explosiva" "Bakudan-jikake no Orenji" (爆弾仕かけのオレンジ)                                 | 8 de febrero de 1991     | ISBN 978-4-08-851220-4 |
| 21   | "Las Piernas de la Mujer son sus Armas" "Ashi ga Gunbatsu no Onna" (脚がグンバツの女)                    | 10 de mayo de 1991       | ISBN 978-4-08-851564-9 |
| 22   | "Desaparecido en un Cuarto Sellado" "Misshitsu de Shōshitsu" (密室で消失)                                | 10 de julio de 1991      | ISBN 978-4-08-851565-6 |
| 23   | "La Colección de D'Arby" "Dābīzu Korekushon" (ダービーズコレクション)                                    | 10 de septiembre de 1991 | ISBN 978-4-08-851566-3 |
| 24   | "Pet Shop en las Puertas del Infierno" "Jigoku no Monban Petto Shoppu" (地獄の門番ペット・ショップ)      | 8 de noviembre de 1991   | ISBN 978-4-08-851567-0 |
| 25   | "D'Arby the Player" "Dābī za Pureiyā" (ダービー・ザ・プレイヤー)                                         | 10 de febrero de 1992    | ISBN 978-4-08-851568-7 |
| 26   | "El Guerrero del Vacío Vanilla Ice" "Akū no Shōki Vanira Aisu" (亜空の瘴気 ヴァニラ・アイス)             | 10 de abril de 1992      | ISBN 978-4-08-851569-4 |
| 27   | "El Mundo de DIO" "DIO no Sekai" (DIOの世界)                                                             | 10 de junio de 1992      | ISBN 978-4-08-851570-0 |
| 28   | "El Largo Viaje ha Terminado Adiós Amigos" "Haruka naru Tabiji Saraba Tomo yo" (遥かなる旅路 さらば友よ) | 4 de agosto de 1992      | ISBN 978-4-08-851634-9 |

### OVA
| Núm. | Título | Fecha de emisión         |
| ---- | --- | ------------------------ |
| 1    | "El Espíritu Malvado" "Akuryou" (悪霊) | 5 de mayo de 2000        |
| 2    | "Hierophant Green" "Haierofanto Gurīn" (ハイエロファントグリーン)                                                                                      | 25 de agosto de 2000     |
| 3    | "Silver Chariot & Strength" "Shirubā Chariottsu to Sutorengusu" (シルバーチャリオッツ＆ストレングス)                                                   | 27 de octubre de 2000    |
| 4    | "Emperor & Hanged Man" "Enperā to Hangudoman" (エンペラーとハングドマン)                                                                               | 27 de abril de 2001      |
| 5    | "El Juicio" "Sabaki" (裁き) | 27 de julio de 2001      |
| 6    | "La Niebla de la Venganza" "Hōfuku no Kiri" (報復の霧)                                                                                                 | 28 de septiembre de 2001 |
| 7    | "Justice" "Jasutisu" (ジャスティス) | 25 de enero de 2002      |
| 8    | "Iggy "The Fool" y N'Doul "Dios Geb" -Parte 1-" ""Za Fūru" no Igī to "Gebu-shin" no Ndūru -Zenpen-" (「愚者」のイギーと「ゲブ神」のンドゥール -前編-R) | 19 de noviembre de 1993  |
| 9    | "Iggy "The Fool" y N'Doul "Dios Geb" -Parte 2-" ""Za Fūru" no Igī to "Gebu-shin" no Ndūru -Kōhen-" (「愚者」のイギーと「ゲブ神」のンドゥール -後編-)   | 17 de diciembre de 1993  |
| 10   | "D'Arby the Gambler" "Dābī Za Gyanburā" (ダービー・ザ・ギャンブラー)                                                                                   | 21 de julio de 1994      |
| 11   | "El Mundo de DIO -El Guerrero del Vacío Vanilla Ice-" "DIO no Sekai -Akū no Shōki Vanira Aisu-" (DIOの世界 -亜空の瘴気ヴラ・アイス-)                   | 9 de agosto de 1994      |
| 12   | "El Mundo de DIO -Kakyoin: Batalla en la Barrera-" "DIO no Sekai -Kakyōin: Kekkai no Shitō-" (DIOの世界 -花京院 結界の死闘-)                           | 21 de octubre de 1994    |
| 13   | "El Mundo de DIO -Adiós Amigos-" "DIO no Sekai -Saraba Tomo yo-" (DIOの世界 -さらば友よ-)                                                              | 18 de diciembre de 1994  |

### Episodios del Anime

#### Arco del Tarot
| Núm. (JoJo) | Núm. (Parte) | Núm. (Arco) | Título                                                                                             | Fecha de emisión         |
| ----------- | ------------ | ----------- | -------------------------------------------------------------------------------------------------- | ------------------------ |
| 27          | 1            | 1           | "Un Hombre Poseído por un Espíritu Maligno" "Akuryō ni Toritsukareta Otoko" (悪霊にとりつかれた男) | 4 de abril de 2014       |
| 28          | 2            | 2           | "¿¡Quien Será el Juez!?" "Sabaku no wa Dare da!?" (裁くのは誰だ!?)                                 | 11 de abril de 2014      |
| 29          | 3            | 3           | "La Maldición de DIO" "DIO no Jubaku" (DIOの呪縛)                                                  | 18 de abril de 2014      |
| 30          | 4            | 4           | "Tower of Gray" "Tawā Obu Gurē" (タワー・オブ・グレー)                                             | 25 de abril de 2014      |
| 31          | 5            | 5           | "Silver Chariot" "Shirubā Chariottsu" (シルバーチャリオッツ)                                       | 2 de mayo de 2014        |
| 32          | 6            | 6           | "Dark Blue Moon" "Dāku Burū Mūn" (ダークブルームーン)                                              | 9 de mayo de 2014        |
| 33          | 7            | 7           | "Strength" "Sutorengusu" (ストレングス)                                                            | 16 de mayo de 2014       |
| 34          | 8            | 8           | "Devil" "Debiru" (デビル)                                                                          | 23 de mayo de 2014       |
| 35          | 9            | 9           | "Yellow Temperance" "Ierō Tenparansu" (イエローテンパランス)                                       | 30 de mayo de 2014       |
| 36          | 10           | 10          | "Emperor y Hanged Man, Parte 1" "Enperā to Hangudoman Sono 1" (エンペラー と ハングドマン その1)   | 6 de junio de 2014       |
| 37          | 11           | 11          | "Emperor y Hanged Man, Parte 2" "Enperā to Hangudoman Sono 2" (エンペラー と ハングドマン その2)   | 13 de junio de 2014      |
| 38          | 12           | 12          | "Empress" "Enpuresu" (エンプレス)                                                                  | 20 de junio de 2014      |
| 39          | 13           | 13          | "Wheel of Fortune" "Howīru Obu Fōchun" (ホウィール・オブ・フォーチュン)                            | 27 de junio de 2014      |
| 40          | 14           | 14          | "Justice, Parte 1" "Jasutisu Sono 1" (ジャスティス その1)                                          | 4 de julio de 2014       |
| 41          | 15           | 15          | "Justice, Parte 2" "Jasutisu Sono 2" (ジャスティス その2)                                          | 11 de julio de 2014      |
| 42          | 16           | 16          | "Lovers, Parte 1" "Rabāzu Sono 1" (ラバーズ その1)                                                 | 18 de julio de 2014      |
| 43          | 17           | 17          | "Lovers, Parte 2" "Rabāzu Sono 2" (ラバーズ その2)                                                 | 25 de julio de 2014      |
| 44          | 18           | 18          | "Sun" "San" (サン)                                                                                 | 1 de agosto de 2014      |
| 45          | 19           | 19          | "Death 13, Parte 1" "Desu Sātīn Sono 1" (デスサーティーン その1)                                   | 8 de agosto de 2014      |
| 46          | 20           | 20          | "Death 13, Parte 2" "Desu Sātīn Sono 2" (デスサーティーン その2)                                   | 15 de agosto de 2014     |
| 47          | 21           | 21          | "Judgement, Parte 1" "Jajjimento Sono 1" (ジャッジメント その1)                                    | 22 de agosto de 2014     |
| 48          | 22           | 22          | "Judgement, Parte 2" "Jajjimento Sono 2" (ジャッジメント その2)                                    | 29 de agosto de 2014     |
| 49          | 23           | 23          | "High Priestess, Parte 1" "Hai Puriesutesu Sono 1" (ハイプリエステス その1)                        | 5 de septiembre de 2014  |
| 50          | 24           | 24          | "High Priestess, Parte 2" "Hai Puriesutesu Sono 2" (ハイプリエステス その2)                        | 12 de septiembre de 2014 |

#### Arco de Egipto
| Núm. (JoJo) | Núm. (Parte) | Núm. (Arco) | Título | Fecha de emisión      |
| ----------- | ------------ | ----------- | --- | --------------------- |
| 51          | 25           | 1           | "Iggy "The Fool" y N'Doul "Dios Geb", Parte 1" "'Za Fūru' no Igī to 'Gebu-shin' no Ndūru Sono 1" (ザ・フールのイギーとゲブ神のンドゥール その1) | 9 de enero de 2015    |
| 52          | 26           | 2           | "Iggy "The Fool" y N'Doul "Dios Geb", Parte 2" "'Za Fūru' no Igī to 'Gebu-shin' no Ndūru Sono 2" (ザ・フールのイギーとゲブ神のンドゥール その2) | 16 de enero de 2015   |
| 53          | 27           | 3           | "Oingo "Dios Khnum" y Boingo "Dios Tohth"" "'Kunumu-shin' no Oingo to 'Toto-shin' no Boingo" (クヌム神のオインゴとトト神のボインゴ)             | 23 de enero de 2015   |
| 54          | 28           | 4           | "Dios Anubis, Parte 1" "'Anubisu-shin' Sono 1" (アヌビス神その1)                                                                                | 30 de enero de 2015   |
| 55          | 29           | 5           | "Dios Anubis, Parte 2" "'Anubisu-shin' Sono 2" (アヌビス神その2)                                                                                | 6 de febrero de 2015  |
| 56          | 30           | 6           | "Mariah "Diosa Bastet", Parte 1" "'Basuteto-joshin' no Maraia Sono 1" (バステト女神のマライアその1)                                             | 13 de febrero de 2015 |
| 57          | 31           | 7           | "Mariah "Diosa Bastet", Parte 2" "'Basuteto-joshin' no Maraia Sono 2" (バステト女神のマライアその2)                                             | 20 de febrero de 2015 |
| 58          | 32           | 8           | "Alessi "Dios Sethan", Parte 1" "'Seto-shin' no Aresshī Sono 1" (セト神のアレッシーその1)                                                       | 27 de febrero de 2015 |
| 59          | 33           | 9           | "Alessi "Dios Sethan", Parte 2" "'Seto-shin' no Aresshī Sono 2" (セト神のアレッシーその2)                                                       | 6 de marzo de 2015    |
| 60          | 34           | 10          | "D'Arby the Gambler, Parte 1" "Dābī Za Gyanburā Sono 1" (ダービー・ザ・ギャンブラーその1)                                                       | 13 de marzo de 2015   |
| 61          | 35           | 11          | "D'Arby the Gambler, Parte 2" "Dābī Za Gyanburā Sono 2" (ダービー・ザ・ギャンブラーその2)                                                       | 20 de marzo de 2015   |
| 62          | 36           | 12          | "Hol Horse y Boingo, Parte 1" "Horu Hōsu to Boingo Sono 1" (ホル・ホースとボインゴその1)                                                        | 27 de marzo de 2015   |
| 63          | 37           | 13          | "Hol Horse y Boingo, Parte 2" "Horu Hōsu to Boingo Sono 2" (ホル・ホースとボインゴその2)                                                        | 3 de abril de 2015    |
| 64          | 38           | 14          | "El Guardian del Infierno Pet Shop, Parte 1" "Jigoku no Monban Petto Shoppu Sono 1" (地獄の門番ペット·ショップその1)                            | 10 de abril de 2015   |
| 65          | 39           | 15          | "El Guardian del Infierno Pet Shop, Parte 2" "Jigoku no Monban Petto Shoppu Sono 2" (地獄の門番ペット·ショップその2)                            | 17 de abril de 2015   |
| 66          | 40           | 16          | "D'Arby the Player, Parte 1" "Dābī za Pureiyā Sono 1" (ダービー・ザ・プレイヤーその1)                                                           | 24 de abril de 2015   |
| 67          | 41           | 17          | "D'Arby the Player, Parte 2" "Dābī za Pureiyā Sono 2" (ダービー・ザ・プレイヤーその2)                                                           | 1 de mayo de 2015     |
| 68          | 42           | 18          | "El Guerrero del Vacío Vanilla Ice, Parte 1" "Akū no Shōki Vanira Aisu Sono 1" (亜空の瘴気 ヴァニラ・アイスその1)                               | 8 de mayo de 2015     |
| 69          | 43           | 19          | "El Guerrero del Vacío Vanilla Ice, Parte 2" "Akū no Shōki Vanira Aisu Sono 2" (亜空の瘴気 ヴァニラ・アイスその2)                               | 15 de mayo de 2015    |
| 70          | 44           | 20          | "El Guerrero del Vacío Vanilla Ice, Parte 3" "Akū no Shōki Vanira Aisu Sono 3" (亜空の瘴気 ヴァニラ・アイスその3)                               | 22 de mayo de 2015    |
| 71          | 45           | 21          | "El Mundo de DIO, Parte 1" "DIO no Sekai Sono 1" (DIOの世界その1)                                                                               | 29 de mayo de 2015    |
| 72          | 46           | 22          | "El Mundo de DIO, Parte 2" "DIO no Sekai Sono 2" (DIOの世界その2)                                                                               | 5 de junio de 2015    |
| 73          | 47           | 23          | "El Mundo de DIO, Parte 3" "DIO no Sekai Sono 3" (DIOの世界その3)                                                                               | 12 de junio de 2015   |
| 74          | 48           | 24          | "El Largo Viaje ha Terminado, Adiós Amigos" "Haruka naru Tabiji, Saraba Tomo yo" (遥かなる旅路, さらば友よ)                                     | 19 de junio de 2015   |